# Museo de Dominica
El Museo de Dominica (en inglés: The Dominica Museum) es un museo en el muelle de Roseau, en el país caribeño de Dominica. Es el museo nacional de Dominica. Se encuentra en el edificio small orange (a partir de 2007), antiguamente un viejo mercado y una oficina de correos que data de 1810. Este edificio se encuentra en la parte colonial de la ciudad, junto al Hotel Garraway justo al noroeste del Hotel Fort Young, frente al antiguo mercado de Roseau, el centro de comercio de esclavos durante la época colonial.